# 农场湾
农场湾（英語：Farm Cove，亦译法姆湾）是澳大利亚新南威尔士州悉尼港内的一个浅海湾，与悉尼歌剧院的所在地便利朗角（Bennelong Point）隔悉尼湾相望。它是悉尼港周围的名胜地之一。

## 歷史
在欧洲殖民者到来之前，居住在现今悉尼这块地方的土著居民称这块地为Woccanmagully 。紧邻农场湾的土地在 1788 年欧洲人首次定居之后不久就被时任新南威尔士州总督亚瑟·菲利普圈入总督府，建立了新南威尔士州总督的私人园林。此后，该殖民地的第一个农场在该地区建立，农场湾遂以得名。 在农场倒闭迁出后，时任新南威尔士州州长拉克兰·麦格理于 1816 年在农场湾周围批准建立了悉尼皇家植物园。同时直到 1960 年代，农场湾一直被用作皇家海军、澳大利亚皇家海军和来访海军舰艇的停泊地。 
农场湾也1954年2月3日是澳大利亚女王伊丽莎白二世首次访问澳大利亚时登陆的地点。这是自英国在澳洲建立殖民地以来，在位的君主第一次踏上澳大利亚的土地。
农场湾已被地名委员会（Geographical Names Board，GNB）正式公布为双重命名地点，即在英语地名之后，也加入澳洲土著语言之地名作为标记。这个地方的英文官方双重名称是：'Farm Cove / Wahganmuggalee'。 

## 图片

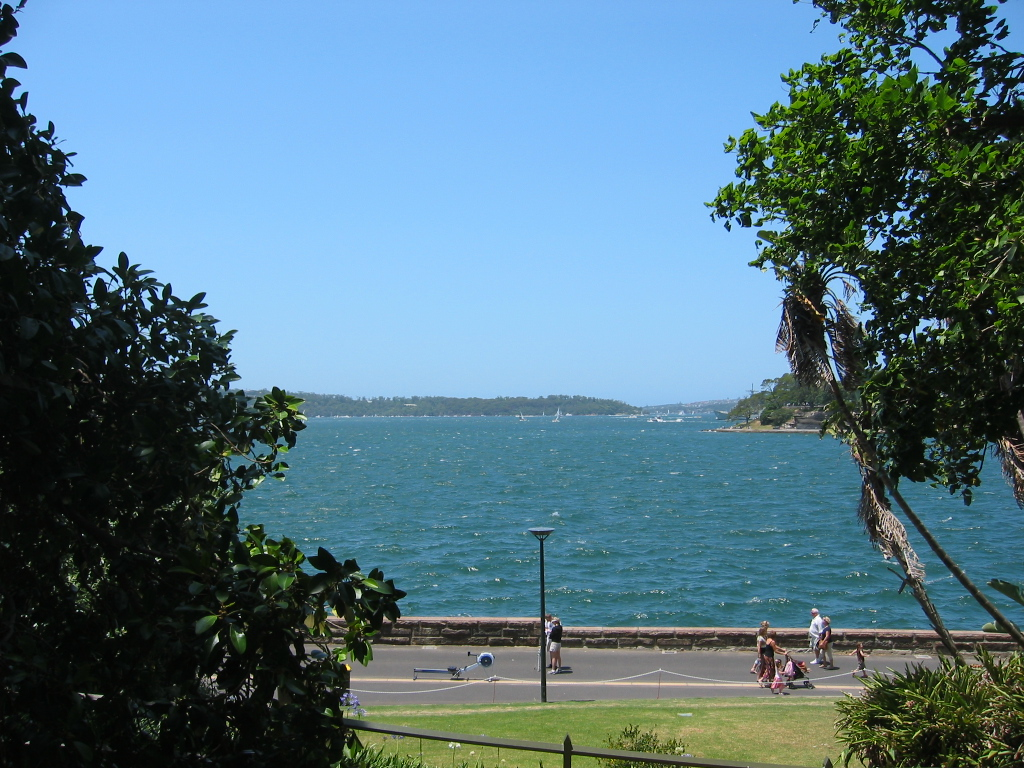
晴天的农场湾海景
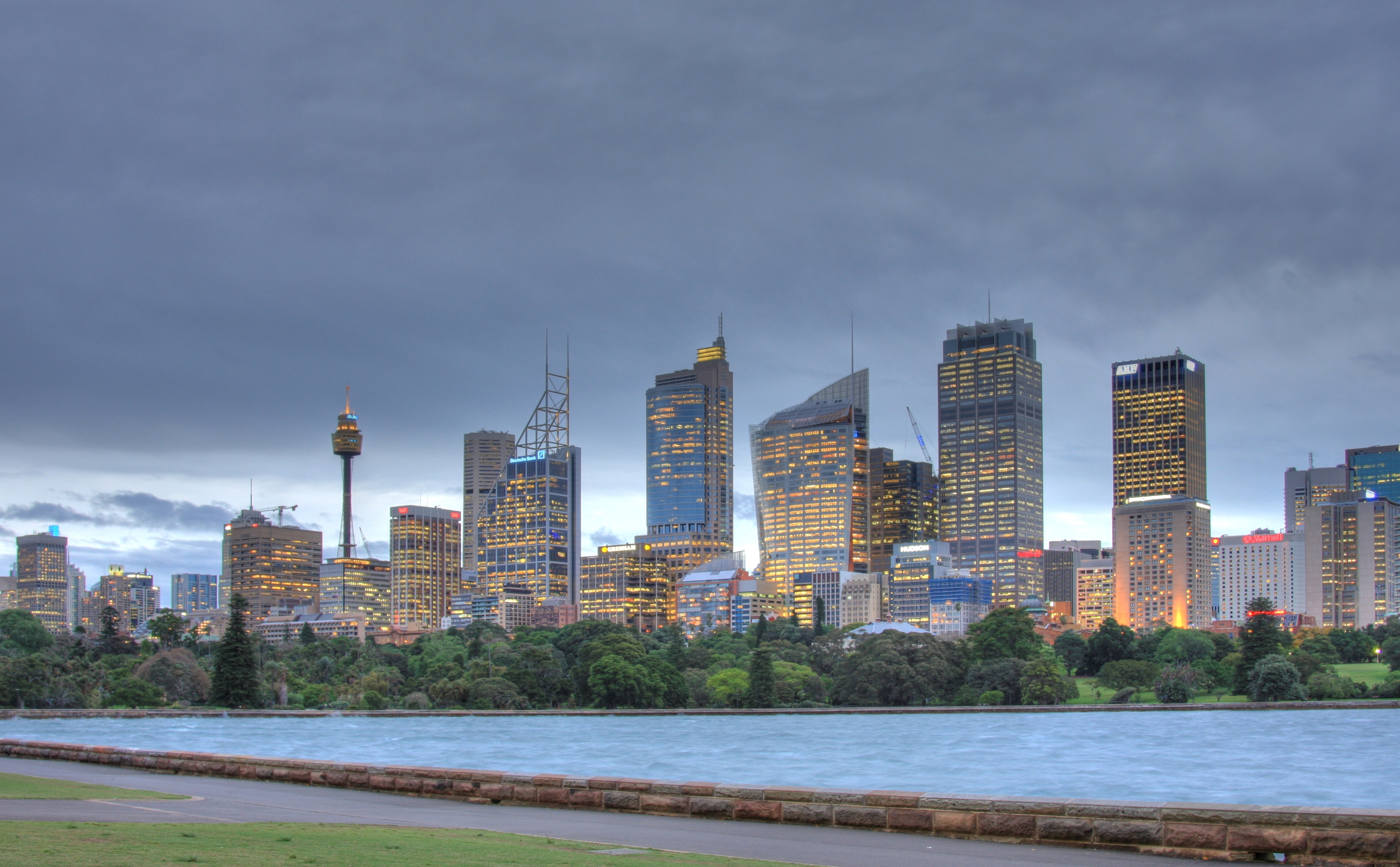
傍晚的农场湾湾景
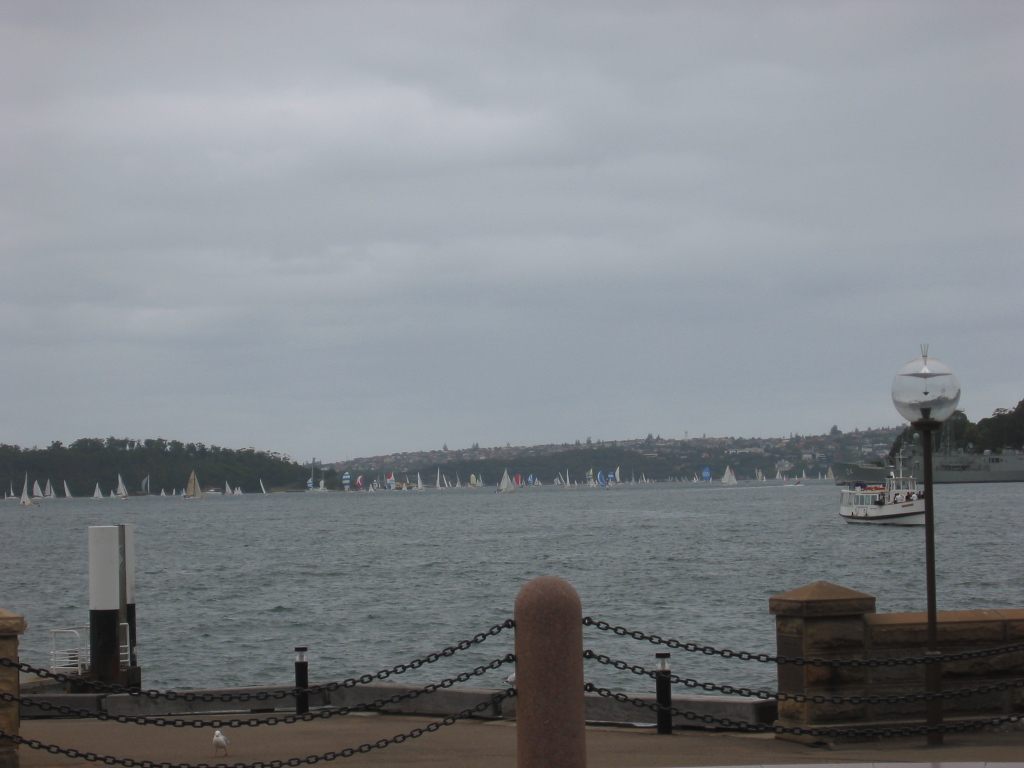
阴天的农场湾海景
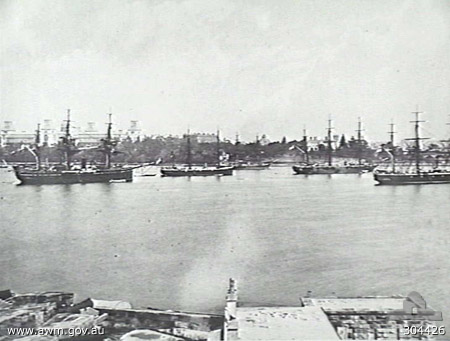
停泊在农场湾的澳大利亚皇家海军军舰
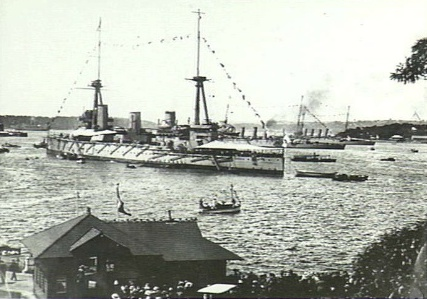
1913年10月4日，澳大利亚号战列巡洋舰以皇家澳洲海军旗舰的舰份第一次离开英国本土驶入位于农场湾的军港。其身后可见悉尼号轻巡洋舰与墨尔本号轻巡洋舰

## 笔记
- Gillett, Ross; Melliar-Phelps, Michael. . Rigby Publishers Ltd. 1980. ISBN 0-7270-1201-0.